# Ілана Бергер
Ілана Бергер (нар. 1 січня 1965) — колишня ізраїльська тенісистка.
Найвищу одиночну позицію світового рейтингу — 149 місце досягла 10 серпня 1992, парну — 153 місце — 25 листопада 1991 року.
Здобула 8 одиночних та 15 парних титулів туру ITF.

## Фінали ITF

### Фінали в одиночному розряді: 13 (8-5)
| турніри $100,000 |
| турніри $75,000  |
| турніри $50,000  |
| турніри $25,000  |
| турніри $10,000  |

| Результат | Ранг | Дата              | Турнір                       | Покриття | Суперниця у фіналі  | Рахунок у фіналі        |
| Перемога  | 1.   | 10 листопада 1986 | Єрусалим, Ізраїль            | Тверде   | Івонне Дер Кіндерен | 6–2, 6–4                |
| Перемога  | 2.   | 30 березня 1987   | Хайфа, Ізраїль               | Тверде   | Сесіль Кальметт     | 6–2, 6–0                |
| Поразка   | 3.   | 6 квітня 1987     | Арад (Ізраїль), Ізраїль      | Тверде   | Гестер Вітвут       | 2–6, 1–6                |
| Перемога  | 4.   | 23 листопада 1987 | Єрусалим, Ізраїль            | Тверде   | Dalia Koriat        | 6–3, 6–2                |
| Поразка   | 5.   | 24 жовтня 1988    | Ашкелон, Ізраїль             | Тверде   | Деббі Спенс         | 3–6, 4–6                |
| Поразка   | 6.   | 23 квітня 1990    | Рамат-га-Шарон, Ізраїль      | Тверде   | Робін Філд          | 3–6, 6–3, 5–7           |
| Перемога  | 7.   | 13 серпня 1990    | Четем (округ, Джорджія), США | Тверде   | Шеннен Маккарті     | 6–2, 7–6(7–4)           |
| Перемога  | 8.   | 5 листопада 1990  | Ашкелон, Ізраїль             | Ґрунт    | Ципора Обзилер      | 6–1, 6–3                |
| Перемога  | 9.   | 12 листопада 1990 | Ашкелон, Ізраїль             | Ґрунт    | Dalia Koriat        | 7–5, 6–1                |
| Поразка   | 10.  | 22 квітня 1991    | Рамат-га-Шарон, Ізраїль      | Тверде   | Маріан де Свардт    | 3–6, 6–4, 2–6           |
| Перемога  | 11.  | 5 серпня 1991     | Рамат-га-Шарон, Ізраїль      | Тверде   | Яніне Гамфріс       | 6–3, 6–3                |
| Поразка   | 12.  | 12 серпня 1991    | Ашкелон, Ізраїль             | Тверде   | Тесса Прайс         | 6–7(7–9), 7–6(7–2), 3–6 |
| Перемога  | 13.  | 19 серпня 1991    | Ашкелон, Ізраїль             | Тверде   | Тесса Прайс         | 6–3, 6–7(5–7), 6–4      |

### Фінали в парному розряді: 25 (15-10)
| Результат | NO  | Дата              | Турнір                           | Покриття  | Партнерка         | Суперниці у фіналі                           | Рахунок       |
| Поразка   | 1.  | 19 травня 1986    | Яффа, Ізраїль                    | Тверде    | Сагіт Дорон       | Laura Bernard Paulette Roux                  | 6–2, 6–7, 2–6 |
| Перемога  | 2.  | 30 березня 1987   | Арад (Ізраїль), Ізраїль          | Тверде    | Yael Shavit       | Тітія Вілмінк Гестер Вітвут                  | 6–3, 6–2      |
| Поразка   | 3.  | 11 травня 1987    | Лі-он-зе-Солент, Велика Британія | Ґрунт     | Тітія Вілмінк     | Валда Лейк Андреа Тьєцці                     | 3–6, 2–6      |
| Перемога  | 4.  | 17 серпня 1987    | Мангассет (Нью-Йорк), США        | Ґрунт     | Джейн Томас       | Бренда Шульц-Маккарті Маріанне ван дер Торре | 6–4, 6–1      |
| Перемога  | 5.  | 23 листопада 1987 | Єрусалим, Ізраїль                | Тверде    | Rafeket Benjamini | Яна Коран Штефані Ремке                      | 6–2, 6–1      |
| Поразка   | 6.  | 7 березня 1988    | Хайфа, Ізраїль                   | Тверде    | Яел Сегал         | Анне Аалонен Лена Сандін                     | 1–6, 5–7      |
| Перемога  | 7.  | 8 серпня 1988     | Коксейде, Бельгія                | Ґрунт     | Анат Варон        | Рената Кохта Хагіт Охайон                    | 6–2, 1–6, 6–2 |
| Поразка   | 8.  | 15 серпня 1988    | Ребек, Бельгія                   | Ґрунт     | Анат Варон        | Олена Брюховець Вікторія Мильвидська         | 2–6, 2–6      |
| Перемога  | 9.  | 24 жовтня 1988    | Ашкелон, Ізраїль                 | Тверде    | Хагіт Охайон      | Меді Дадох Яел Сегал                         | 7–5, 6–0      |
| Перемога  | 10. | 31 жовтня 1988    | Хайфа, Ізраїль                   | Тверде    | Хагіт Охайон      | Робін Філд Леслі О'Галлоран                  | 6–3, 6–1      |
| Перемога  | 11. | 7 листопада 1988  | Яффа, Ізраїль                    | Тверде    | Хагіт Охайон      | Колетте Селі Теміс Замбржицькі               | 6–3, 6–4      |
| Перемога  | 12. | 15 травня 1989    | Яффа, Ізраїль                    | Тверде    | Марія Хосе Льорка | Анне Аалонен Лусіана Телла                   | 6–3, 6–2      |
| Поразка   | 13. | 30 липня 1990     | Роаноук (Алабама), США           | Тверде    | Лімор Зальтц      | Dalia Koriat Меді Дадох                      | 6–2, 4–6, 4–6 |
| Поразка   | 14. | 6 серпня 1990     | Лебанон (Нью-Джерсі), США        | Тверде    | Лімор Зальтц      | Кеті Фоксворт Вінченца Прокаччі              | 4–6, 1–4 RET. |
| Поразка   | 15. | 22 жовтня 1990    | Lyss, Швейцарія                  | Ґрунт     | Рона Маєр         | Забіне Ломанн Клер Вегінк                    | 1–6, 5–7      |
| Перемога  | 16. | 5 листопада 1990  | Ашкелон, Ізраїль                 | Ґрунт     | Лімор Зальтц      | Данієлла Бланке Yael Shavit                  | 6–2, 6–1      |
| Перемога  | 17. | 12 листопада 1990 | Ашкелон, Ізраїль                 | Ґрунт     | Лімор Зальтц      | Dalia Koriat Меді Дадох                      | 4–6, 6–1, 6–1 |
| Перемога  | 18. | 22 квітня 1991    | Рамат-га-Шарон, Ізраїль          | Тверде    | Джулі Салмон      | Анне Аалонен Сімоне Шилдер                   | 6–4, 6–4      |
| Перемога  | 19. | 5 серпня 1991     | Рамат-га-Шарон, Ізраїль          | Тверде    | Робін Філд        | Яніне Гамфріс Елізма Нортьє                  | 6–0, 6–1      |
| Перемога  | 20. | 12 серпня 1991    | Ашкелон, Ізраїль                 | Тверде    | Робін Філд        | Кірстен Дреєр Тесса Прайс                    | w/o           |
| Поразка   | 21. | 19 серпня 1991    | Єрусалим, Ізраїль                | Тверде    | Робін Філд        | Барбара Гріффітс Джейн Вуд                   | 3–6, 7–6, 1–6 |
| Поразка   | 22. | 2 вересня 1991    | Арцакена, Італія                 | Тверде    | Луїс Флемінг      | Нанне Дальман Яна Поспішилова                | 6–3, 3–6, 1–6 |
| Перемога  | 23. | 11 листопада 1991 | Свіндон, Велика Британія         | Килим     | Тесса Прайс       | Ельс Калленс Мішель Штребель                 | 6–2, 7–5      |
| Перемога  | 24. | 25 травня 1992    | Ашкелон, Ізраїль                 | Тверде    | Петра Камстра     | Мішель Андерсон Лімор Зальтц                 | 6–2, 2–6, 6–4 |
| Поразка   | 25. | 10 жовтня 1994    | Бургдорф, Швейцарія              | Килим (i) | Ципора Обзилер    | Ленка Ценкова Адріана Герші                  | 6–4, 3–6, 4–6 |